# Hornbosteler Hutweide
Die Hornbosteler Hutweide ist ein Naturschutzgebiet in den niedersächsischen Gemeinden Wietze und Winsen (Aller) im Landkreis Celle.
Das Naturschutzgebiet mit dem Kennzeichen NSG LÜ 269 ist 176 Hektar groß. Ein großer Teil des Naturschutzgebietes ist Bestandteil des FFH-Gebietes „Aller (mit Barnbruch), untere Leine, untere Oker“. Das Gebiet steht seit dem 30. Dezember 2004 unter Naturschutz. Zuständige untere Naturschutzbehörde ist der Landkreis Celle.
Das Naturschutzgebiet liegt westlich von Winsen (Aller) und nördlich von Wietze fast vollständig am linken Ufer der Aller in deren Auebereich. Die Insel zwischen Wehr und Schleuse der Staustufe Bannetze ist lediglich zu einem Teil in das Naturschutzgebiet einbezogen. 
Das Schutzgebiet, das bei Allerhochwasser teilweise überflutet wird, ist durch halboffene bis offene Grünlandbereiche geprägt. Im Naturschutzgebiet sind zum Teil noch gut erhaltene Reste einer Hutelandschaft mit mageren Huteweiden und Hutewäldern vorhanden, wie sie für die Allerniederung typisch war. Die Hutewälder werden von Stieleichen, Wacholdern und Schlehen dominiert. Die Hutewälder sind teilweise in forstwirtschaftlich genutzte Kiefern- und Fichtenforste umgewandelt worden. 
Die Aller wird von Röhrichten, Riedern und Hochstaudenfluren begleitet. Das Grünland im Schutzgebiet wird überwiegend extensiv bewirtschaftet, teilweise findet aber auch intensive Bewirtschaftung statt.
Das Naturschutzgebiet ist Lebensraum verschiedener Vogelarten. So sind hier u. a. Rotmilan, Rebhuhn, Kiebitz, Schwarzkehlchen, Schafstelze, Neuntöter, Nachtigall, Pirol und Eisvogel sowie Rohrammer, Gelbspötter, Sumpfrohrsänger und Wendehals heimisch. Der Weißstorch nutzt das Gebiet für die Nahrungssuche. Das Gebiet ist auch Rastgebiet für Kiebitz, Bruch- und Waldwasserläufer, Flussuferläufer sowie Bekassine. Das Naturschutzgebiet ist weiterhin Lebensraum für verschiedene Reptilien und Amphibien, darunter Zauneidechse, Teich- und Seefrosch, Libellen wie Grüne Mosaikjungfer und Grüne Flussjungfer, Heuschrecken wie Warzenbeißer und Rotleibiger Grashüpfer sowie Schmetterlinge wie Landkärtchen und Aurorafalter. Im Naturschutzgebiet wurden 32 Pflanzenarten der Roten Liste Niedersachsens nachgewiesen, darunter Schwanenblume, Krebsschere, Verkannter Wasserschlauch, Gewöhnliche Grasnelke und Sumpfdotterblume.
Beweidungsprogramm
Ein zunächst 75 Hektar großer Bereich im Naturschutzgebiet wird seit dem Jahr 2009 beweidet, um die ursprüngliche Hutelandschaft zu erhalten. Im  Februar 2009 wurde eine Herde Heckrinder in diesem Teil des Naturschutzgebietes angesiedelt, im Mai 2009 kamen Przewalski-Pferde dazu.
Verkehrliche Erschließung
Im Süden verläuft der Aller-Radweg streckenweise am Rand des Naturschutzgebietes bzw. durch einen Teil der Wiesenlandschaft. Daneben verlaufen einige Wanderwege durch das Naturschutzgebiet. Am Aller-Radweg sind zwei Infotafeln und eine Schutzhütte aufgestellt.

## Historische Kulturlandschaft
Das Naturschutzgebiet liegt innerhalb der 5 km² großen historischen Kulturlandschaft Hornbosteler Hutweide, die von landesweiter Bedeutung ist. Diese Zuordnung zu den Kulturlandschaften in Niedersachsen hat der Niedersächsische Landesbetrieb für Wasserwirtschaft, Küsten- und Naturschutz (NLWKN) 2018 getroffen. Ein besonderer, rechtlich verbindlicher Schutzstatus ist mit der Klassifizierung nicht verbunden.